# Emilio Soriano Aladrén
Emilio Soriano Aladrén (Zaragoza, 29 oktober 1945) is een voormalig voetbalscheidsrechter uit Spanje. Hij was onder meer actief bij het EK voetbal 1988, het WK voetbal 1990 en het EK voetbal 1992. Soriano Aladrén floot in de hoogste Spaanse afdeling, de Primera División, van 1976 tot 1992.

## Interlands
| Datum             | Wedstrijd                   | Uitslag | Competitie        | Kreeg geel | Kreeg voor de tweede keer geel en dus rood | Weggestuurd |
| ----------------- | --------------------------- | ------- | ----------------- | ---------- | ------------------------------------------ | ----------- |
| 30 januari 1985   | Portugal – Roemenië         | 2 – 3   | Vriendschappelijk | ?          | ?                                          | ?           |
| 11 september 1985 | Zwitserland – Ierland       | 0 – 0   | WK-kwalificatie   | ?          | ?                                          | ?           |
| 15 oktober 1986   | Polen – Griekenland         | 2 – 1   | EK-kwalificatie   | ?          | ?                                          | ?           |
| 1 april 1987      | Noord-Ierland – Engeland    | 0 – 2   | EK-kwalificatie   | ?          | ?                                          | ?           |
| 23 september 1987 | Italië – Joegoslavië        | 1 – 0   | Vriendschappelijk | ?          | ?                                          | ?           |
| 30 maart 1988     | West-Duitsland – Denemarken | 1 – 1   | OS-kwalificatie   | ?          | ?                                          | ?           |
| 15 juni 1988      | Ierland – Sovjet-Unie       | 1 – 1   | EK-eindronde      | ?          | ?                                          | ?           |
| 22 oktober 1988   | Cyprus – Frankrijk          | 1 – 1   | WK-kwalificatie   | ?          | ?                                          | ?           |
| 16 november 1988  | Italië – Nederland          | 1 – 0   | Vriendschappelijk | ?          | ?                                          | ?           |
| 19 april 1989     | België – Tsjecho-Slowakije  | 2 – 1   | WK-kwalificatie   | ?          | ?                                          | ?           |
| 11 oktober 1989   | Polen – Engeland            | 0 – 0   | WK-kwalificatie   | ?          | ?                                          | ?           |
| 12 juni 1990      | Egypte – Nederland          | 1 – 1   | WK-eindronde      | ?          | ?                                          | ?           |
| 27 maart 1991     | België – Wales              | 1 – 1   | EK-kwalificatie   | 4          | 0                                          | 0           |
| 21 mei 1991       | Engeland – Sovjet-Unie      | 3 – 1   | Vriendschappelijk | ?          | ?                                          | ?           |
| 11 september 1991 | Wales – Brazilië            | 1 – 0   | Vriendschappelijk | ?          | ?                                          | ?           |
| 22 juni 1992      | Denemarken – Nederland      | 2 – 2   | EK-eindronde      | 2          | 0                                          | 0           |